# San Francisco Bay Ferry
 (mai 2019).
Si vous disposez d'ouvrages ou d'articles de référence ou si vous connaissez des sites web de qualité traitant du thème abordé ici, merci de compléter l'article en donnant les références utiles à sa vérifiabilité et en les liant à la section « Notes et références ».

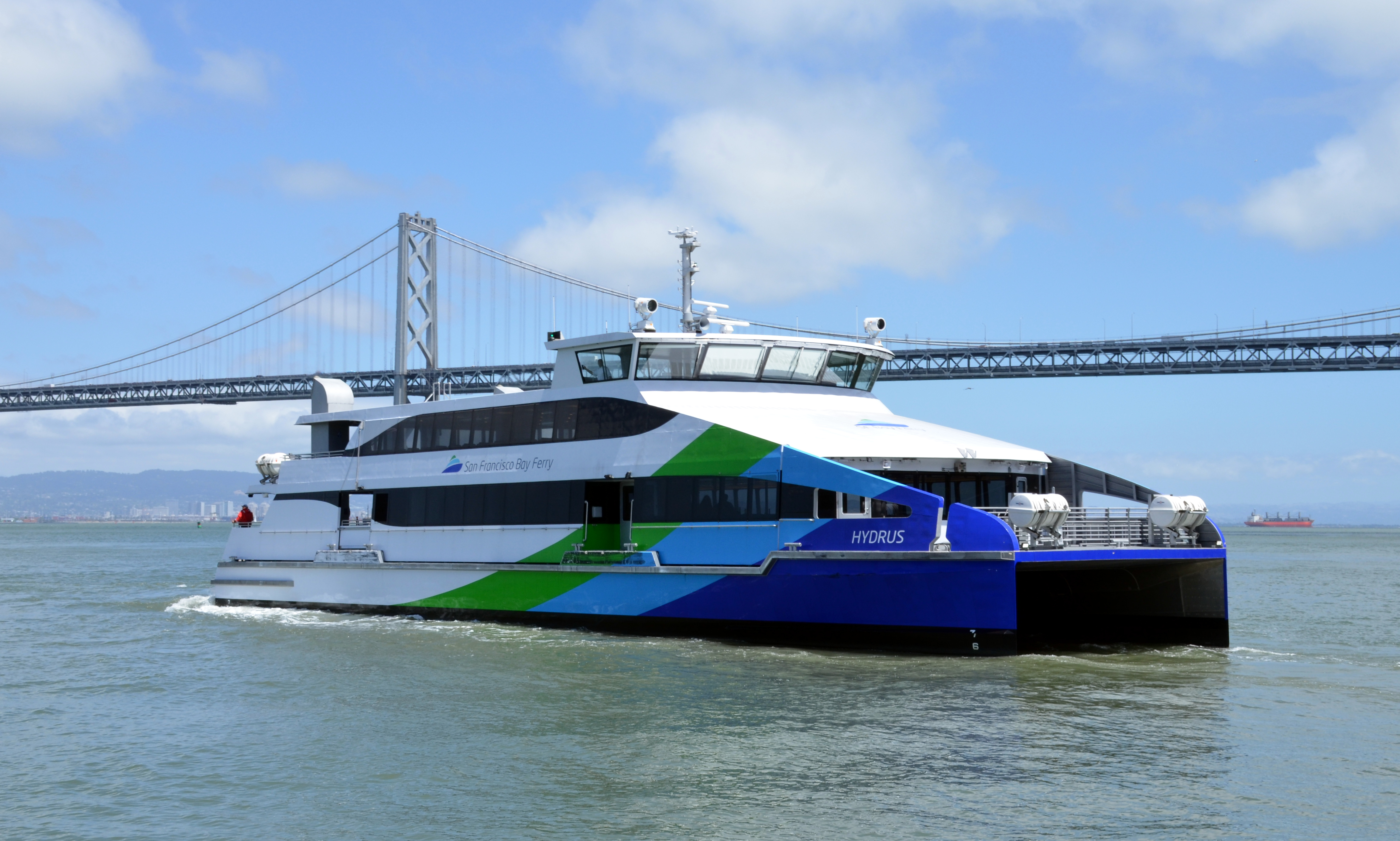
Un service de ferry pour la baie de San Francisco

La San Francisco Bay Ferry (traversée de la baie de San Francisco) est un service maritime de transport en commun dans la baie de San Francisco, administré par la WETA (Water Emergency Transportation Authority) de la baie.

## Itinéraires
San Francisco Bay Ferry exploite six itinéraires de ferry de banlieue:
- Alameda Harbour Bay: service en semaine, aux heures de pointe, entre le terminal de ferry de Harbour Bay sur Bay Farm Island et le San Francisco Ferry Building
- Alameda / Oakland: service en semaine et samedi / dimanche toute la journée entre le terminal ferry d’Oakland à Oakland, le terminal Main Street Terminal à Alameda et le Ferry Building; certains services desservent également le Pier 41 à San Francisco
- Richmond: Service de pointe en semaine entre le terminal ferry de Richmond à Richmond et le Ferry Building
- Sud de San Francisco: service en semaine, aux heures de pointe, entre le terminal de ferry de South San Francisco à South San Francisco, le terminal de Main Street et le terminal de ferry d'Oakland
- South San Francisco – Harbour Bay: service en semaine aux heures de pointe (un aller-retour quotidien) entre le terminal ferry de San Francisco et le terminal ferry de Harbour Bay
- Île Vallejo / Mare: Service quotidien toute la journée entre le terminal ferry de l'île de Mare sur l'île de Mare, le terminal de ferry de Vallejo à Vallejo et le bâtiment du ferry, ainsi qu'un service desservant également le quai 41.
- Un service spécial supplémentaire est exploité au terminal de ferry China Basin, adjacent au parc Oracle, pour tous les matches à domicile des Giants de San Francisco. Ces services de correspondance correspondent aux itinéraires Vallejo et Oakland / Alameda.
- Les futurs services seront fournis à Treasure Island et au centre Chase.

## Autres services
Le service Golden Gate Ferry assure les lignes entre San Francisco et le comté de Marin.